# Diwnomorskoje
Diwnomorskoje (ros. Дивноморское) – wieś w Rosji, w Kraju Krasnodarskim, w okręgu miejskim Gelendżyka. W 2021 liczyła 6813 mieszkańców.